# Segunda Categoría de Tungurahua
El Campeonato Provincial de la Segunda Categoría de Tungurahua es un torneo oficial de fútbol de ascenso en la provincia de Tungurahua. Es organizado anualmente por la Asociación de Fútbol Profesional de Tungurahua (AFT). Los tres mejores clubes (campeón, subcampeón y tercer lugar) clasifican al torneo de Ascenso Nacional por el ascenso a la Serie B, además el campeón provincial clasificará a la primera fase de la Copa Ecuador.

## Estructura de ascenso

### Sistema de campeonato actual
Actualmente, el torneo provincial tungurahuense tiene inscrito a 8 clubes que disputarán dos cupos para las zonales de ascenso. El torneo se compone de una sola etapa. se jugaran un todo contra todos en partidos de ida y vuelta. Al finalizar el torneo, los equipos que hayan terminado en primer y segundo lugar de cada grupo clasificará a la segunda etapa.

## Palmarés
| Temporada | Campeón                   | Subcampeón                |
| --------- | ------------------------- | ------------------------- |
| 1968      | América de Ambato (1)     | ?                         |
| 1969      | Macará (1)                | ?                         |
| 1970      | Brasil (2)                | ?                         |
| 1971      | América de Ambato (2)     | ?                         |
| 1972      | San Antonio (1)           | ?                         |
| 1973      | Técnico Universitario (1) | ?                         |
| 1974      | Técnico Universitario (2) | Libertad (1)              |
| 1975      | Macará (2)                | ?                         |
| 1976      | América de Ambato (3)     | ?                         |
| 1977      | América de Ambato (4)     | ?                         |
| 1978      | América de Ambato (5)     | ?                         |
| 1979      | Macará (3)                | ?                         |
| 1980      | Técnico Guayaquil (1)     | ?                         |
| 1981      | América de Ambato (6)     | ?                         |
| 1982      | América de Ambato (7)     | ?                         |
| 1983      | Macará (4)                | Abdón Calderón (1)        |
| 1984      | Macará (5)                | Abdón Calderón (2)        |
| 1985      | Macará (6)                | Abdón Calderón (3)        |
| 1986      | Técnico Guayaquil (2)     | El Globo (1)              |
| 1987      | El Globo (1)              | Bolívar (1)               |
| 1988      | El Globo (2)              | Técnico Guayaquil (1)     |
| 1989      | El Globo (3)              | Abdón Calderón (4)        |
| 1990      | Abdón Calderón (1)        | El Globo (2)              |
| 1991      | Libertad (1)              | El Globo (3)              |
| 1992      | Chacaritas (1)            | Abdón Calderón (5)        |
| 1993      | El Globo (4)              | Abdón Calderón (6)        |
| 1994      | Macará (7)                | El Globo (4)              |
| 1995      | Macará (8)                | El Globo (5)              |
| 1996      | Macará (9)                | América de Ambato (1)     |
| 1997      | Bolívar (1)               | ?                         |
| 1998      | América de Ambato (8)     | Deportivo Cevallos (1)    |
| 1999      | Deportivo Cevallos (1)    | Bolívar (2)               |
| 2000      | ?                         | ?                         |
| 2001      | El Globo (5)              | Bolívar (3)               |
| 2002      | Bolívar (2)               | Deportivo Cevallos (2)    |
| 2003      | Tungurahua S. C. (3)      | El Globo (6)              |
| 2004      | Tungurahua S. C. (4)      | Deportivo Cevallos (3)    |
| 2005      | Deportivo Patate (1)      | Deportivo Cevallos (4)    |
| 2006      | Deportivo Cevallos (2)    | Tungurahua S. C. (1)      |
| 2007      | Tungurahua S. C. (5)      | Deportivo Cevallos (5)    |
| 2008      | Pelileo S. C. (1)         | Tungurahua S. C. (2)      |
| 2009      | Mushuc Runa (1)           | Pelileo S. C. (1)         |
| 2010      | Pelileo S. C. (2)         | Mushuc Runa (1)           |
| 2011      | Mushuc Runa (2)           | León Carr (1)             |
| 2012      | Pelileo S. C. (3)         | León Carr (2)             |
| 2013      | Bolívar (3)               | León Carr (3)             |
| 2014      | Pelileo S. C. (4)         | León Carr (4)             |
| 2015      | Pelileo S. C. (5)         | Bolívar (4)               |
| 2016      | Pelileo S. C. (6)         | Bolívar (5)               |
| 2017      | Chacaritas (2)            | América de Ambato (2)     |
| 2018      | América de Ambato (9)     | Chacaritas (1)            |
| 2019      | Chacaritas (3)            | Pelileo S. C. (2)         |
| 2020      | Universitario (1)         | Baños Ciudad de Fuego (1) |
| 2021      | Universitario (2)         | Pelileo S. C. (3)         |
| 2022      | Baños Ciudad de Fuego (1) | Santiago de Píllaro (1)   |
| 2023      | Baños Ciudad de Fuego (2) | Pelileo S. C. (4)         |
| 2024      | Baños Ciudad de Fuego (3) | El Globo (7)              |
| 2025      | Por definir               | Por definir               |

## Estadísticas por equipo

### Campeonatos
| Equipo                | Títulos | Subtítulos | Temporadas campeón                                    | Temporadas subcampeón                     |
| --------------------- | ------- | ---------- | ----------------------------------------------------- | ----------------------------------------- |
| América de Ambato     | 9       | 2          | 1968, 1971, 1976, 1977, 1978, 1981, 1982, 1998, 2018. | 1996, 2017.                               |
| Macará                | 9       | 0          | 1969, 1975, 1979, 1983, 1984, 1985, 1994, 1995, 1996. |                                           |
| Pelileo S. C.         | 6       | 4          | 2008, 2010, 2012, 2014, 2015, 2016.                   | 2009, 2019, 2021, 2023.                   |
| El Globo              | 5       | 7          | 1987, 1988, 1989, 1993, 2001.                         | 1986, 1990, 1991, 1994, 1995, 2003, 2024. |
| Bolívar               | 3       | 5          | 1997, 2002, 2013.                                     | 1987, 1999, 2001, 2015, 2016.             |
| Tungurahua S. C.      | 3       | 2          | 2003, 2004, 2007.                                     | 2006, 2008.                               |
| Baños Ciudad de Fuego | 3       | 1          | 2022, 2023, 2024.                                     | 2020.                                     |
| Chacaritas            | 3       | 1          | 1992, 2017, 2019.                                     | 2018.                                     |
| Deportivo Cevallos    | 2       | 5          | 1999, 2006.                                           | 1998, 2002, 2004, 2005, 2007.             |
| Mushuc Runa           | 2       | 1          | 2009, 2011.                                           | 2010.                                     |
| Técnico Guayaquil     | 2       | 1          | 1980, 1986.                                           | 1988.                                     |
| Técnico Universitario | 2       | 0          | 1973, 1974.                                           |                                           |
| Universitario         | 2       | 0          | 2020, 2021.                                           |                                           |
| Abdón Calderón        | 1       | 6          | 1990.                                                 | 1983, 1984, 1985, 1989, 1992, 1993.       |
| Libertad              | 1       | 1          | 1991.                                                 | 1974.                                     |
| Brasil                | 1       | 0          | 1970.                                                 |                                           |
| Deportivo Patate      | 1       | 0          | 2005.                                                 |                                           |
| San Antonio           | 1       | 0          | 1972.                                                 |                                           |
| León Carr             | 0       | 4          |                                                       | 2011, 2012, 2013, 2014.                   |
| Santiago de Píllaro   | 0       | 1          |                                                       | 2022.                                     |

### Estadísticas por Cantón
| Cantón   |    | Títulos |    | Subtítulos |  |
| -------- | -- | --- | -- | --- |  |
| Ambato   | 39 | América de Ambato (9) Macará (9) El Globo (5) Bolívar (3) Tungurahua S. C. (3) Mushuc Runa (2) Técnico Guayaquil (2) Técnico Universitario (2) Abdón Calderón (1) Brasil (1) Libertad (1) San Antonio (1) | 25 | El Globo (7) Abdón Calderón (6) Bolívar (5) América de Ambato (2) Tungurahua S. C. (2) Libertad (1) Mushuc Runa (1) Técnico Guayaquil (1) |  |
| Pelileo  | 9  | Pelileo S. C. (6) Chacaritas (3) | 9  | León Carr (4) Pelileo S. C. (4) Chacaritas (1)                                                                                            |  |
| Baños    | 3  | Baños Ciudad de Fuego (3) | 1  | Baños Ciudad de Fuego (1) |  |
| Cevallos | 2  | Deportivo Cevallos (2) | 5  | Deportivo Cevallos (5) |  |
| Píllaro  | 2  | Universitario (2) | 1  | Santiago de Píllaro (1) |  |
| Patate   | 1  | Deportivo Patate (1) |    | |  |